# Pseudomiccolamia
Pseudomiccolamia – rodzaj chrząszczy z rodziny kózkowatych i podrodziny zgrzypikowych. 

## Zasięg występowania
Przedstawiciele tego rodzaju występują w płd. Chinach oraz na Półwyspie Indochińskim.

## Systematyka
Do Pseudomiccolamia należą 3 gatunki:
- Pseudomiccolamia exiguua
- Pseudomiccolamia pulchra
- Pseudomiccolamia siamensis